# Ventenata
Ventenata es un género de plantas herbáceas perteneciente a la familia de las poáceas. Es originario de Eurasia.

## Descripción
Son plantas anuales con culmos de 10-70 cm de alto; herbácea. Los culmos con nodos glabros. Los entrenudos huecos. Los brotes no aromáticos. Hojas no agregadas basalmente; no auriculadas. Las láminas de las hojas son lineales; estrechas; de 1-2.5 de ancho, dobladas o enrolladas (convolutas); sin venación. Lígula una membrana no truncada (aguda, a menudo lacerada); 2-4 mm de largo.  Inflorescencia paniculada, o un solo racimo; abierto, o comprimido.

## Taxonomía
El género fue descrito por Georg Ludwig Koeler y publicado en Descriptio Graminum in Gallia et Germania 272. 1802.

## Especies
- Ventenata avenacea
- Ventenata blanchei
- Ventenata bromoides
- Ventenata dubia
- Ventenata eigiana
- Ventenata huber-morathii
- Ventenata macra
- Ventenata quercetorum
- Ventenata sorgerae
- Ventenata subenervis
- Ventenata triflora